# カビベトール
カビベトール(Chavibetol)は、フェニルプロパノイドに分類される有機化合物である。キンマの葉の精油に多く含まれる物質の1つである。スパイシーな香りを持つ。